# Distorted
Distorted è un film del 2018 diretto da Rob W. King.

## Trama
Lauren Curran e suo marito Russell si trasferiscono in un moderno complesso residenziale, dotato di tutti i comfort e di un sistema di sicurezza all'avanguardia. Lauren sospetta che nel nuovo appartamento ci sia qualcosa che non va e incontra Vernon Sarsfield, un teorico della cospirazione convinto che il resort venga usato per strani esperimenti sul lavaggio del cervello.